# Stagno di Piscina Rei
Lo stagno di Piscina Rei è una zona umida situata in prossimità della costa sud-orientale della Sardegna. Appartiene amministrativamente al comune di Muravera e si trova a ridosso della frazione di Costa Rei.